# Xã Center, Quận Decatur, Iowa
Xã Center (tiếng Anh: Center Township) là một xã thuộc quận Decatur, tiểu bang Iowa, Hoa Kỳ. Năm 2010, dân số của xã này là 264 người.